# 문산수억중학교
문산수억중학교는 대한민국 경기도 파주시 파주읍 봉서리에 있는 사립 중학교이다.

## 학교 연혁
- 1968년 11월 22일 : 학교법인 수억학원 설립인가 (초대 이사장 이수억 선생 취임)
- 1969년 3월 4일 : 중학교 개교(1학년 5학급 편성) 초대 교장 전종국 선생 취임
- 1970년 3월 4일 : 고등학교 개교(1학년 3학급 편성) 초대 교장 홍순봉 선생 취임
- 2000년 2월 16일 : 제3대 이사장 이범찬 선생 취임
- 2007년 3월 2일 : 문산여자중학교에서 문산수억중학교로 교명 변경 (남녀공학)
- 2019년 3월 1일 : 제9대 교장 이범기 선생 취임
- 2024년 1월 5일 : 중학교 제53회 졸업식 졸업생 (162명) (총 졸업생 16,073명)

## 참고 자료
- 문산수억중학교 - 한국교육학술정보원 학교알리미